# Maitengwe
Maitengwe é uma vila localizada no Distrito Central em Botswana. Possuía, em 2011, uma população estimada de 5 890 habitantes.